# Isaac Israëls
Isaac Lazarus Israëls (Ámsterdam, 3 de febrero de 1865 - La Haya, 7 de octubre de 1934); pintor judío neerlandés.

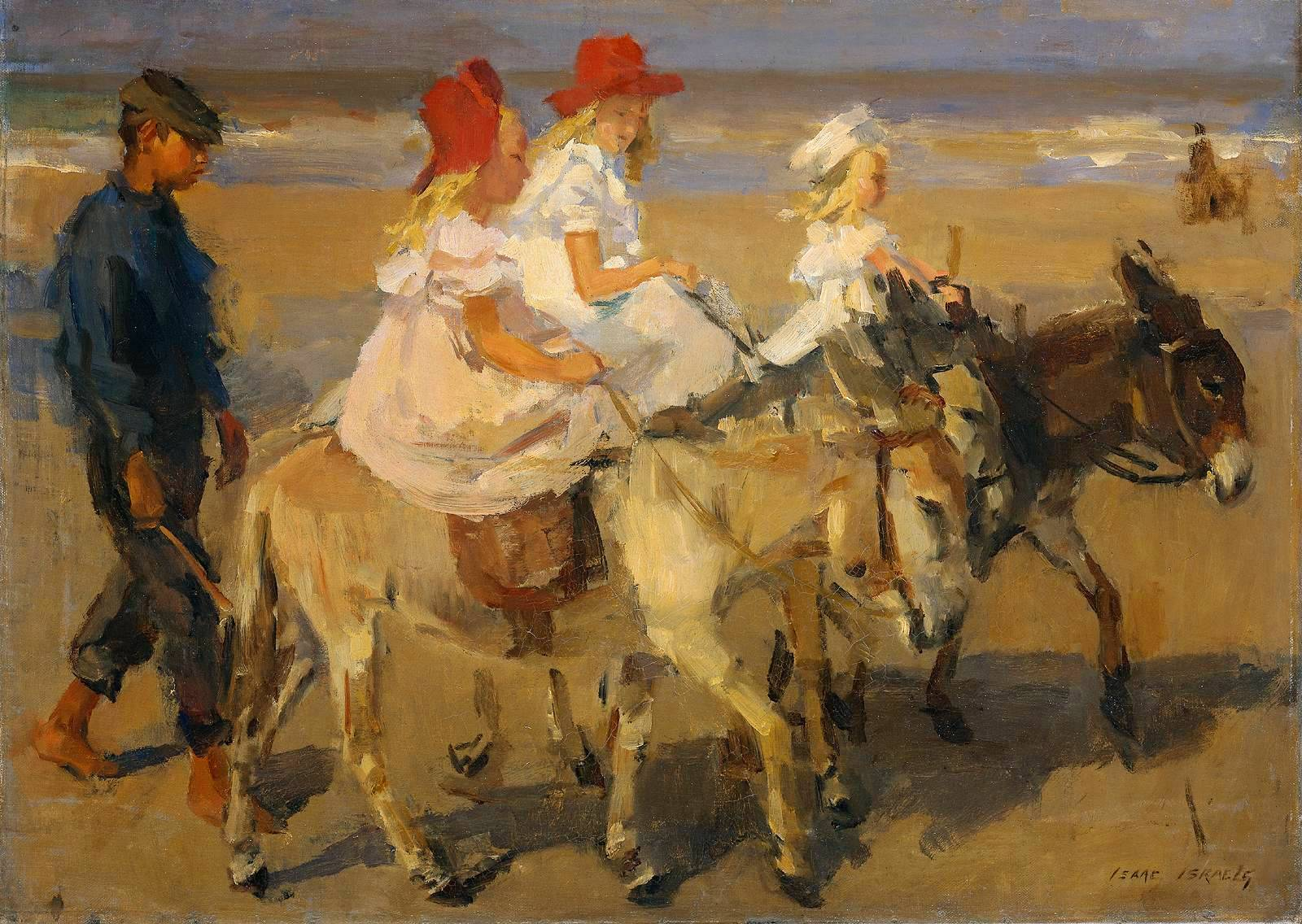
Paseo en burro por la playa.

Hijo del sofisticado pintor Jozef Israëls, Isaac Israëls desarrolló pronto gran talento e interés por el arte, viajando y pintando desde pequeño. Entre 1878 y 1880 estudió en la Academia de La Haya. En 1881, con 16 años, el artista y coleccionista Hendrik Willem Mesdag compró un cuadro suyo antes de que lo acabara. 
Exceptuando uno o dos viajes, desde 1886 vivió en Ámsterdam, donde ese año se matriculó en la Academia de Ámsterdam de Arte para finalizar su formación, pero solo estuvo el primer año porque consideraba que no había mucho que pudieran enseñarle. Israëls pasaba a menudo los meses de verano con su padre en Scheveningen, en donde pintaba marinas llenas de color fascinado por la luz cambiante del sol y el mar. 
Israëls era amigo íntimo de George Hendrik Breitner. Estos dos artistas intentaban capturar los fugaces momentos de la vida cotidiana de la capital holandesa. Para obtener ese sentimiento instantáneo, usaban figuras bruscamente acortadas. Entre 1903 y 1923 Israëls pasó la mayor parte de su vida entre París, Londres, Bali, Surakarta y Batavia. En 1923 volvió a la casa de sus padres en La Haya, donde el viejo taller de su padre se convirtió en su nuevo estudio. Allí hizo sus últimos cuadros impresionistas de colores luminosos y brillantes. 
(fuente: Rijksmuseum Ámsterdam)